# Danbury (Texas)
Danbury ist eine Stadt im Brazoria County im US-Bundesstaat Texas in den Vereinigten Staaten. Das U.S. Census Bureau hat bei der Volkszählung 2020 eine Einwohnerzahl von 1671 ermittelt.

## Geografie
Die Stadt liegt etwas östlich vom Zentrum des Countys, im Südosten von Texas, ist etwa 20 Kilometer vom Golf von Mexiko entfernt und hat eine Gesamtfläche von 2,5 km².

## Geschichte
Als 1905/06 die Missouri Pacific Railroad gebaut wurde, gab es in diesem Gebiet nur ein paar vereinzelte Farmen und Ranches. Der Bau der Eisenbahn zog neue Siedler an und Danbury wurde gegründet, benannt entweder nach dem Eisenbahnmanager D. J. "Uncle Dan" Moller oder nach Daniel T. Miller.

## Demografische Daten
Nach der Volkszählung im Jahr 2000 lebten hier 1.611 Menschen in 554 Haushalten und 442 Familien. Die Bevölkerungsdichte betrug 647,9 Einwohner pro km². Ethnisch betrachtet setzte sich die Bevölkerung zusammen aus 90,38 % weißer Bevölkerung, 0,62 % Afroamerikanern, 0,19 % amerikanischen Ureinwohnern, 0,31 % Asiaten, 0,06 % Bewohnern aus dem pazifischen Inselraum und 6,15 % aus anderen ethnischen Gruppen. Etwa 2,30 % waren gemischter Abstammung und 15,52 % der Bevölkerung waren spanischer oder lateinamerikanischer Abstammung.
Von den 554 Haushalten hatten 46,6 % Kinder unter 18 Jahre, die im Haushalt lebten. 63,7 % davon waren verheiratete, zusammenlebende Paare. 11,6 % waren allein erziehende Mütter und 20,2 % waren keine Familien. 18,1 % aller Haushalte waren Singlehaushalte und in 7,8 % lebten Menschen, die 65 Jahre oder älter waren. Die Durchschnittshaushaltsgröße betrug 2,91 und die durchschnittliche Größe einer Familie belief sich auf 3,30 Personen.
31,9 % der Bevölkerung waren unter 18 Jahre alt, 9,9 % von 18 bis 24, 29,5 % von 25 bis 44, 20,4 % von 45 bis 64, und 8,3 % die 65 Jahre oder älter waren. Das Durchschnittsalter war 32 Jahre. Auf 100 weibliche Personen aller Altersgruppen kamen 99,1 männliche Personen. Auf 100 Frauen im Alter von 18 Jahren und darüber kamen 95,5 Männer.
Das jährliche Durchschnittseinkommen eines Haushalts betrug 50.536 USD, das Durchschnittseinkommen einer Familie 56.250 USD. Männer hatten ein Durchschnittseinkommen von 44.250 USD gegenüber den Frauen mit 25.893 USD. Das Prokopfeinkommen betrug 17.565 USD. 7,6 % der Bevölkerung und 6,0 % der Familien lebten unterhalb der Armutsgrenze. Davon waren 9,2 % Kinder und Jugendliche unter 18 Jahren und 13,9 % waren 65 oder älter.